# Johannes Gossner
Johannes Evangelista Gossner (14 décembre 1773 - 20 mars 1858) est un théologien et philanthrope bavarois.

## Biographie
Il est né à Hausen près d'Augsbourg. Il fait ses études à l'Université de Dillingen. Lui, comme Martin Boos et d'autres, tombe sous le charme du mouvement évangélique promu par Johann Michael Sailer, le professeur de théologie pastorale.
Après avoir pris les ordres, Gossner vit à Dirlewang (1804-1811) et à Munich (1811-1817), mais ses tendances évangéliques provoquent son renvoi et en 1826 il quitte officiellement la communauté catholique romaine pour le Protestantisme. En tant que ministre réformé de l'église de Bethléem (1829-1846), simultanément luthérienne et réformée à Berlin, il se distingue non seulement par sa prédication pratique et efficace, mais aussi par la fondation d'écoles, d'asiles et d'agences missionnaires.
En 1836, il fonde la Mission Gossner, qui vise une compréhension holistique de la mission (prédication de l'évangile et service social de l'église). Son but est « de former des jeunes hommes de la classe des artisans et de toutes les autres classes d'une manière plus courte et moins coûteuse que d'habitude pour devenir des assistants dans la mission, pour devenir des diacres, des catéchistes, des maîtres d'école et des collaborateurs dans l'œuvre sainte ». Ils doivent travailler dans une « simplicité apostolique, déliée et humble », à l'instar de la congrégation de l'Église morave "sous la présidence de Jésus-Christ". Cette œuvre missionnaire est encore active aujourd'hui en Allemagne et, entre autres, en Inde et au Népal.
La biographie de Gossner est écrite par Bethmann Hollweg (Berlin, 1858) et Hermann Dalton (Berlin, 1878).